# Imant Georgijewitsch Freiman
Imants Freimanis (russisch Имант Георгиевич Фрейман; * 7. Apriljul. / 19. April 1890greg. auf dem Gut Islitz bei Mitau, Gouvernement Kurland; † 8. Februar 1929 in Leningrad) war ein lettisch-russischer Elektroingenieur und Hochschullehrer.

## Leben
Imants Freimanis, Sohn eines lettischen Gemeindeschullehrers, erhielt zunächst eine häusliche Ausbildung, lernte Deutsch und Französisch, spielte Klavier, liebte die Musik und interessierte sich fürs Ballett. Er besuchte dann die Mitauer Realschule mit Abschluss 1907. Darauf studierte er in St. Petersburg am Kaiserlichen Alexander-III.-Elektrotechnik-Institut (ETI) (1891 entstanden aus der Technik-Schule des Posttelegrafenamtes). Als Student war er 1911–1912 beteiligt am Bau der leistungsstarken Funkstationen des Posttelegrafenamtes in Riga, auf Ruhnu und im Posttelegrafenbezirk Archangelsk in Issakororg, auf Waigatsch und an der Jugorstraße. In seiner Diplomarbeit bearbeitete er Probleme der rotierenden Funkenstrecke in Marconis Knallfunkensender und plante die Funk-Telegrafie-Linie Moskau-Baku. 1913 schloss er das Studium als Elektroingenieur I. Klasse ab und wurde Assistent seines ETI-Lehrers N. A. Skrizki, Schriftführer des 1912 in Russland eingerichteten Internationalen Posttelegrafenamtes. Im gleichen Jahr besuchte Freimanis das Telefunken-Werk in Berlin und das Marconi-Werk in Chelmsford, wo er schnell Englisch lernte und die Neuentwicklungen kennenlernte.
1915 wurde Freiman Laborant und dann Oberlaborant im ETI und am Ende des Jahres auch Dozent. Seit Beginn des Ersten Weltkrieges wirkte er an Projekten der Kaiserlich-Russischen Marine mit. Zusammen mit M. W. Schuleikin entwickelte er einen Zwei-Kreis-Empfänger für Schiffs- und Küstenfunkstationen, der 1915 von der Flotte übernommen wurde. Ab August 1915 diente er in der Minenabteilung des Hauptschifffahrtsamtes, das die Funkverbindungen unterhielt. Unter Führung Skrizkis beteiligte Freiman sich an der Projektierung einer 300-kW-Funkstation für die Flotte im Fernen Osten. Daneben lehrte er ab 1916 als Erster in Russland am neuen Lehrstuhl für Funktechnik des ETI. Anfang 1916 schlossen Skrizki und Freiman ihre Planung für die Station auf Russki bei Wladiwostok ab, die dann vom Marineamt für die Funkverbindung der Schiffe auf dem Pazifik mit Moskau (über die geplante Station in Tomsk) und mit Nordamerika gebaut wurde. Skrizki und Freiman begleiteten die Arbeiten vor Ort (1916–1917), wobei Freiman Japanisch lernte. 1917 wurde Freiman Leiter des Lehrstuhls für Funktechnik des ETI und hielt Vorlesungen in den Höheren Bestuschewski-Kursen für Frauen, die nach der Oktoberrevolution das Zweite Polytechnische Institut wurden. Dazu veröffentlichte er ein kleines Lehrbuch über die Grundlagen der Funktechnik.
1918 gründete Freiman mit anderen die Russische Funkingenieursgesellschaft, dank derer das Nischni Nowgoroder Funklaboratorium gegründet und die Zeitschrift über drahtlose Telefonie und Telegrafie herausgegeben wurde. 1919 wurde er zur Roten Armee eingezogen, um in der Minenabteilung der Hauptschiffbauverwaltung als Abnehmer für Funkgeräte zu arbeiten. Daneben arbeitete er an seiner Dissertation über die Ähnlichkeitsgesetze der Funknetzwerke. 1919 wurde er gegen seinen Lehrer A. A. Petrowski in geheimer Abstimmung zum Leiter des Kurses für drahtlose Telegrafie des ETI gewählt. Im gleichen Jahr gab er seine Erfindung eines Elektronenröhrengerätes für Mehrfach-Telefonie bekannt, das ein Vorgriff auf die Entwicklung der Mehrkanaltelefonie war. 1921 verteidigte er seine Magister-Dissertation und wurde zum Professor ernannt. Zusammen mit M. M. Glagolew gründete das erste Elektronenröhrenlaboratorium in Russland, in dessen Arbeitsplan auch Röntgentechnikuntersuchungen eingeschlossen waren. Im September 1921 schlug er auf dem ersten Allrussischen Kongress der Freunde der Naturwissenschaft die Förderung des Amateurfunkwesens auf Regierungsebene vor. Auf Initiative Petrowskis und Freimans bildete sich in Petrograd 1922 die erste Funkamateurvereinigung, und Freiman gab ein Lexikon für Funkamateure heraus.
1922–1925 war Freiman Dekan der Fakultät für Elektrophysik des ETI. Dazu war er bis zu seinem Tode Mitglied des Funktechnikrates des Schwachstrom-Trusts und des Zentrallaboratoriums und Berater der Forschungsstation des Volkskommissariats für Post und Telegrafie (1922–1928). 1922 richtete er einen Lehrstuhl für Funkverbindungen an der Marine-Akademie ein und war dessen Leiter bis zu seinem Tode. Daneben hielt er eine Vorlesung über Funktechnik an der Elektrotechnik-Fakultät der Militäringenieursakademie unter Beibehaltung seiner Vorlesung am Zweiten Polytechnischen Institut. Zu seinen Schülern gehörten A. N. Schtschukin, A. A. Charkewitsch, S. J. Sokolow und W. I. Siforow. Im Sommer 1923 führte er mit seinen Studenten, unter ihnen auch A. I. Berg, ein Praktikum in Sewastopol durch, in dem die Studenten eine Funkverbindung mit halbgetauchten U-Booten der Schwarzmeerflotte herstellten.
1924 wurde Freiman erster Vorsitzender des Marinekomitees für Wissenschaft und Technik. Er war verantwortlich für Fragen des Schiffsfunks und der Küstenstationen, für Hydroakustik und Aeroakustik sowie für Kommunikation mit sichtbaren und unsichtbaren Strahlen. Er entwickelte ein erstes Funksystem für die Ausrüstung der Flotte, dem weitere Generationen folgten. Auf Initiative P. A. Moltschanows entwickelte er einen Funksender für die weltweit erste Radiosonde, die nach seinem Tode fertiggestellt wurde.
Freiman litt lange an Halstuberkulose. Das Telegramm mit dem Beschluss des Marinekommandos, ihn zur Kur in die Schweiz zu schicken, kam zu spät. Er wurde auf dem Smolensker Friedhof in Leningrad begraben. 2015 zu seinem 125. Geburtstag erschien eine Freiman-Postkarte der russischen Post.